# Auferstehungskirche (Salzburg)
Die Auferstehungskirche ist eine evangelische Gemeindekirche im Salzburger Stadtteil Gneis. Sie gehört der Evangelischen Superintendentur A. B. Salzburg und Tirol an.

## Geschichte
Das für den neuen Pfarrsprengel Salzburg-Süd eingerichtete Gemeindegebiet der Auferstehungskirche wurde 1997 von der zuvor, 1994, gegründeten Salzburger Matthäuskirche abgetrennt. Die Grundsteinlegung für den Bautenkomplex aus Kirche, Gemeindebau und einem angegliederten Studentenheim, das seine Namensgebung Katharina von Bora von der Ehefrau Martin Luthers erhielt, erfolgte am 4. Juli 1998, die Einweihung am 25. September 1999. Den Entwurf lieferte der Salzburger Architekt Günther Marschall.

## Architektur
Die Salzburger Auferstehungskirche stellt einen im Grundriss rechteckigen Baukubus dar, der durch eine leicht geschwungene, einen Vorplatz ausgrenzende Pfeilerfolge städtebaulich mit den übrigen Bauten verbunden ist. Als Glockenträger dient ein transparent verglastes prismatisches Stahlgerüst.
Der Kirchenraum ist ein flachgedeckter Saalbau mit abgehängter Decke, die eine indirekte Beleuchtung ermöglicht. Sein Tageslicht erhält der Kirchenraum durch drei südseitige erkerartige Ausbauten sowie in dramatischer Weise durch ein Oberlicht über der Altarwand, das eine von Hans-Peter Profunser geschaffene torsohafte Skulptur des auferstehenden Christus beleuchtet. Die Altarwand selbst wird durch zwei Gruppen stark farbiger quadratischer Glasfenster des Malers Rudolf Hradil zu einer übergreifenden Kreuzform gestaltet, die zugleich als Lebensbaum zu lesen ist.

## Orgel
1996 erhielt die Auferstehungskirche eine Schleifladen-Orgel der Firma Orgelbau Pirchner in Steinach am Brenner. Das Instrument weist die folgende Disposition auf:
| I Manual C–g3 |             |        |
| 1.            | Bordun      | 16′    |
| 2.            | Principal   | 08′    |
| 3.            | Rohrflöte   | 08′    |
| 4.            | Oktave      | 04′    |
| 5.            | Quinte      | 02 ⁄3′ |
| 6.            | Superoktave | 02′    |
| 7.            | Mixtur      | 01 ⁄3′ |

| II Manual C–d1 |           |        |
| 09.            | Gedeckt   | 8′     |
| 10.            | Principal | 4′     |
| 11.            | Rohrflöte | 4′     |
| 12.            | Nasard    | 2 ⁄3′  |
| 13.            | Doublette | 2′     |
| 14.            | Terz      | 1 3⁄5′ |
| 15.            | Scharff   | 1 ⁄3′  |
| 16.            | Cromorne  | 8′     |

| Pedal C–f1 |           |     |
| 17.        | Subbass   | 16′ |
| 18.        | Oktavbass | 08′ |

| 8. | Trompete | 08′ |

- Koppeln: II/I, II/P, I/P